# Hitman (seria)

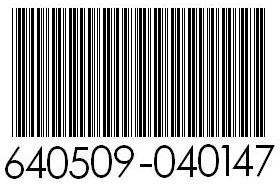
Kod kreskowy znajdujący się na potylicy głównego bohatera.

Hitman – seria gier komputerowych, w której gracz wciela się w płatnego mordercę, Agenta 47. Hitman łączy klasyczne cechy gier akcji z elementami skradanek. Rozgrywkę ogląda się z perspektywy trzeciej lub pierwszej osoby.
Twórcą serii jest duńskie studio IO Interactive. Głosu tytułowemu Hitmanowi użyczył David Bateson.

## Gry z serii
| Tytuł                     | Rok wydania | Platforma                                                                         |
| ------------------------- | ----------- | --------------------------------------------------------------------------------- |
| Hitman: Codename 47       | 2000        | Windows                                                                           |
| Hitman 2: Silent Assassin | 2002        | Windows, Xbox, GameCube, PlayStation 2, OnLive                                    |
| Hitman: Kontrakty         | 2004        | Windows, Xbox, PlayStation 2                                                      |
| Hitman: Krwawa forsa      | 2006        | Windows, Xbox, Xbox 360, PlayStation 2, OnLive                                    |
| Hitman: Rozgrzeszenie     | 2012        | Windows, Xbox 360, PlayStation 3, OnLive                                          |
| Hitman: HD Trilogy        | 2013        | Xbox 360, PlayStation 3                                                           |
| Hitman GO                 | 2014        | Android, iOS, Windows 8.1/RT, Windows Phone, PlayStation 4, PlayStation Vita      |
| Hitman: Sniper            | 2015        | Android, iOS                                                                      |
| Hitman                    | 2016        | Windows, Xbox One, PlayStation 4                                                  |
| Hitman 2                  | 2018        | Windows, Xbox One, PlayStation 4                                                  |
| Hitman 3                  | 2021        | Windows, Xbox One, PlayStation 4, Nintendo Switch, Xbox Series X/S, PlayStation 5 |
| Hitman: Trilogy           | 2022        | Windows, Xbox, PlayStation                                                        |

## Rozgrywka
Zadaniem gracza jest wykonywanie zleconych mu zadań, które polegają na eliminacji jakiejś osoby lub innych zadań. 
Misje da się przechodzić na przeróżne sposoby, można np. podkraść się do kogoś i wykonać zadanie, nie zwracając niczyjej uwagi albo likwidować kolejnych wrogów przy pomocy broni palnej.
Gracz ma do wyboru bogaty arsenał broni. Dostępne są zarówno karabiny zwykłe i snajperskie, jak i różne strzelby czy pistolety (w tym dwa Silverballery, które są znakiem rozpoznawczym Hitmana). Gra daje wolną rękę w wykonywaniu misji. Jedynymi ograniczeniami działania są cele misji (np. niedopuszczenie do śmierci osób postronnych).

## Kontynuacje i nawiązania

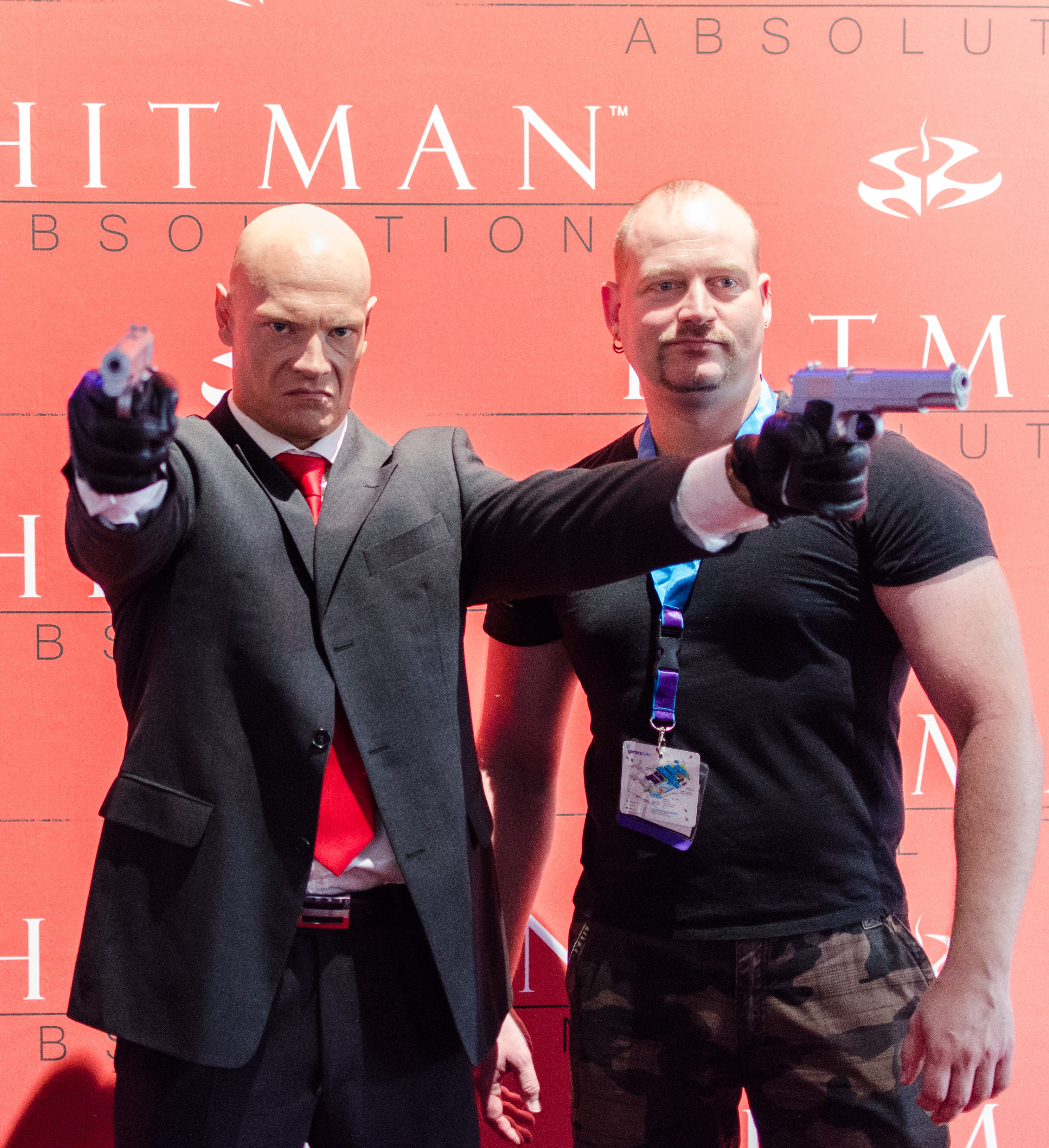
Model pozujący jako Agent 47 (z lewej) na konwencie Gamecon w 2012

Po sukcesie pierwszej części gry, Hitman: Codename 47 (2000), stworzone zostały kolejne: Hitman 2: Silent Assassin (2002), Hitman: Kontrakty (2004) oraz Hitman: Krwawa forsa (2006).
Powstał także film na podstawie gry pod tym samym tytułem. Obraz wyreżyserował Xavier Gens, scenariusz napisał Skip Woods. Agenta 47 zagrał Timothy Olyphant. Amerykańska premiera odbyła się 21 listopada 2007, w Polsce film ukazał się 30 listopada 2007.
20 listopada 2012 miała premierę kolejna odsłona gry zatytułowana Hitman: Rozgrzeszenie, wyprodukowana przez IO Interactive i wydana przez Square Enix na platformy PlayStation 3, Xbox 360 i Microsoft Windows. W 2016 ukazała się gra epizodyczna pod tytułem Hitman.